# Helianthemum marifolium
Helianthemum marifolium är en solvändeväxtart. Helianthemum marifolium ingår i släktet solvändor, och familjen solvändeväxter.

## Underarter
Arten delas in i följande underarter:
- H. m. fontii
- H. m. andalusicum
- H. m. cinerascens
- H. m. frigidulum
- H. m. marifolium
- H. m. molle
- H. m. niveum
- H. m. origanifolium
- H. m. tomentosum